# Arthur A. Goldberg
Arthur Abba Goldberg (* 25. November 1940) ist ein promovierter Rechtswissenschaftler aus Jersey, New Jersey. Er war Geschäftsführer von NARTH, Mitbegründer und Co-Direktor von JONAH (Jews Offering New Alternatives to Homosexuality), President von PATH (Positive Alternatives to Homosexuality) und Vorsitzender des International Center for Gender Affirming Processes (CGAP).

## Leben

### Anfänge
Nach dem College studierte Goldberg an der Cornell Law School. In dieser Zeit engagierte sich in den 1960er und 1970er Jahren in der amerikanischen Bürgerrechtsbewegung und vertrat hierbei unter anderem die NAACP als Rechtsanwalt. Er war Professor an der Universität von Connecticut, Fakultät der Rechtswissenschaften und zeitweise stellvertretender Justizminister von New Jersey.
Er begann ab 1973 bei der Investmentfirma Matthews & Wright als Vizepräsident zu arbeiten. Zudem war er Präsident der Section 23 Leased Housing Association aus Washington, D.C., ein Bundeswohnungsbauprogramm für einkommensschwache Familien. Seine Stellung nutzte er aus um die Kreditfirma New American Federal Credit Union (NAFCU) zu gründen, die Kredite an Emigranten aus der Sowjetunion vergab. In New Jersey genoss er das Vertrauen der russischen Immigranten. Es gelang ihm dadurch, die Montgomery Street in Jersey City zu beleben, wo er später selbst lebte.

### Tätigkeit als Investmentbanker
Seine wohltätige Arbeit negierte sich kurz darauf. In den 1980ern machte sich Goldberg einen Namen an der Wall Street als Investmentguru. Er erhielt die Spitznamen „Abba Dabba Do“ und „Abba Cadabra“ in Anlehnung an seine vermeintlichen Investmentskills. 1989 wurde er vor den Bundesgerichten von Illinois und Kalifornien in drei Fällen angeklagt. Zu den Vorwürfen, die er einräumte, gehörte seine Beteiligung an der Ausarbeitung eines falschen Anleihe- und Investitionsplans, der seiner Wall-Street-Investmentfirma fast 11 Millionen Dollar an illegalen Gewinnen einbrachte. Er nutzte das Vertrauen in die NAFCU aus, um dubiose Schecks auszugeben, die er auf Offshore-Konten wusch und so Milliarden von Dollar hinterzog. 1987 wurde die NAFCU geschlossen. Goldberg wurde zu 18 Monaten Gefängnis, fünf Jahren Bewährung und einer Geldstrafe von 100.000 US-Dollar verurteilt. Matthews & Wright verlor seine Genehmigung 1989. 1995 wurde Goldberg vom Supreme Court von New Jersey die Lizenz entzogen.

### Aktivität in der Antihomosexuellenbewegung
Goldberg benutzt zusammen mit Co-Direktorin Elain Sildor Berk jüdische Gesetzestexte und wissenschaftliche Studien um die individuelle Wurzel der gleichgeschlechtlichen Anziehung aufzudecken und hilft denen, die unglücklich mit ihrem Lebensstil sind, ihre Gender-Identität wieder zu bestärken und ihr Leben zu ändern.
2008 hat er das Buch Light in the Closet: Torah, Homosexuality, and the Power to Change geschrieben, welches im Juli 2008 erschien. Das Buch hat ein Kapitel zum Thema homosexueller Eltern. Bezug nehmend auf ein Buch von Dawn Stefanowicz, deren Vater in den 1960ern und 1970ern während seiner Kindheit sexuell missbraucht wurde, später als Erwachsener promisk schwul lebte, und nach ihrer Schilderung sich mehr um seine emotionalen Bedürfnisse kümmerte, so dass sie sich ungewollt fühlte, meint Goldberg, dass dies lehrreich und wichtig sei, da es die Folgen von schwulen und lesbischen Eltern zeige. Goldberg ist der Meinung, dass der allseits bekannte homosexuelle Lebensstil homosexueller Eltern für Kinder nicht gut sei.
Er ist Mitglied des Wissenschaftlichen Beirates des Deutschen Institutes für Jugend und Gesellschaft (DIJG). 1999 zählte er zu den Gründern der Organisation Jews Offering New Alternatives to Homosexuality (JONAH) und fungierte als deren „Co-Direktor“, bis sie 2015 wegen betrügerischer und sittenwidriger Geschäftspraktiken zu hohen Schadensersatzzahlungen an die Opfer ihrer „Therapien“ verurteilt und auf gerichtliche Anweisung aufgelöst wurde. Goldberg ist zumindest im Staat New Jersey seither gerichtlich untersagt, „reparative Therapien“ oder ähnliche zweifelhafte Praktiken zu bewerben oder auszuüben. 2019 wurde das Jewish Institute for Global Awareness (JIFGA) als Nachfolgeorganisation von JONAH ebenfalls geschlossen.
Er ist weiterhin in der Anti-LGBTQI-Bewegung aktiv und Gründer von Funding Morality, einer Crowdsourcing-Plattform für, laut eigener Aussage „gläubige Menschen, die keine Kompromisse bei ihren moralischen und biblischen Überzeugungen eingehen wollten und ihrerseits von denen verfolgt wurden, die einer jüdisch-christlichen Weltanschauung gegenüber intolerant sind.“

## Werke
- Light in the Closet: Torah, Homosexuality, and the Power to Change. Red Heifer Press, 2008, ISBN 978-0-9631478-9-9.